# Холодные Родники
Холо́дные Родники́ — посёлок в Целинском районе Ростовской области. Входит в Новоцелинское сельское поселение.

## География
Расположен на правом притоке Юлы в 8 км к северо-востоку от посёлка Целина, в 35 к северо-западу от Сальска и в 127 км к юго-востоку от Ростова-на-Дону. В посёлке имеются крупные пруды на реке.
Имеется подъездная дорога от проходящей в 3 км к западу автодороги Целина — Ольшанка.

## История
В 1987 году указом ПВС РСФСР поселку второго отделения Целинского зерносовхоза присвоено наименование Холодные Родники.

## Население
| 2010 |
| ---- |
| 309  |

## Улицы
В посёлке имеются три улицы: Дорожная, Заречная и Парковая.